# 穆薩·阿布·馬祖克
穆薩·阿布·馬祖克（1951年1月9日—）是巴勒斯坦政治家、哈马斯高级成员。
他认为雷姆音樂節大屠殺的发生是一个“巧合”，袭击者可能把被害者当做了“休息中的”士兵。当被问及为什么哈马斯在加沙修建了500公里的地道却不为平民修建掩体时，他回答说那些地道是用来保护哈马斯战士的，而保护平民是联合国的责任。
2024年7月，他代表哈马斯前往中国参与了《北京宣言》的签订。